# Eddie Owens
Edward "Eddie" Owens (nacido el 26 de diciembre de 1953 en Houston, Texas) es un exjugador de baloncesto estadounidense que jugó 8 partidos en la NBA. Con 2,00 metros de estatura, lo hacía en la posición de alero.

## Trayectoria deportiva

### Universidad
Jugó durante cuatro temporadas con los UNLV de la Universidad de Nevada, Las Vegas, en las que promedió 18,4 puntos y 5,1 rebotes por partido. En 1977 llevó a su equipo, con 21,8 puntos por partido, a la Final Four de la NCAA, en la que acabaron en la tercera posición, tras derrotar en la final de consolación a Charlotte 49ers. Es el máximo anotador en la historia de los Rebels, con 2.221 puntos conseguidos.

### Profesional
Fue elegido en la trígésimo primera posición del Draft de la NBA de 1977 por Kansas City Kings, pero fue despedido antes del comienzo de la temporada. En el mes de marzo fichó como agente libre por Buffalo Braves, donde jugó ocho partidos, en los que promedió 2,6 puntos y 1,3 rebotes.

## Estadísticas de su carrera en la NBA

### Temporada regular
| Temporada | Edad | Equipo         | Liga | P | TIT | MIN | TC  | TCA | %TC  | 3P | 3PA | %3P | TL  | TLA | %TL  | R.OF. | R.DEF. | REB | ASIS | ROB | TAP | PER | FP  | PTS |
| 1977-78   | 24   | Buffalo Braves | NBA  | 8 |     | 7.9 | 1.1 | 2.6 | .429 |    |     |     | 0.4 | 0.8 | .500 | 0.6   | 0.6    | 1.3 | 0.6  | 0.1 | 0.0 | 0.4 | 1.1 | 2.6 |
| Total     |      |                | NBA  | 8 |     | 7.9 | 1.1 | 2.6 | .429 |    |     |     | 0.4 | 0.8 | .500 | 0.6   | 0.6    | 1.3 | 0.6  | 0.1 | 0.0 | 0.4 | 1.1 | 2.6 |